# Ateljén

Ateljén. 361 x 568 cm

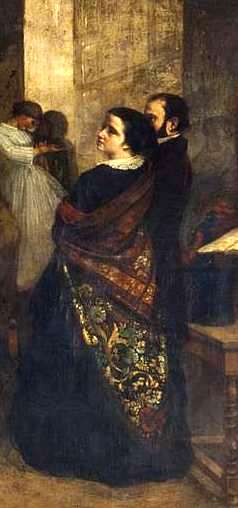
Paret Sabatier, kritikern François Sabatier och sångerskan Caroline Ungher

Ateljén, på franska L'Atelier du peintre, är en monumental oljemålning från 1855 av Gustave Courbet. 
Målningens hela titel är Ateljén, En verklig allegori över en sjuårsperiod i mitt konstnärs- (och moraliska) liv, på franska L’Atelier du peintre. Allégorie Réelle déterminant une phase de sept années de ma vie artistique (et morale).
Målningen, som är nästan sex meter bred, föreställer Gustave Courbet själv sittande med penslar och palett framför ett landskapsmåleri på ett staffli. Han målar en bild från sin hemtrakt Ornans och är omgiven av ett antal personer och artefakter. Dessa representerar företeelser som har påverkat Gustave Courbets konstnärliga och politiska utveckling. Konstnären har i bilden samlat hela sin värld. 

## Detaljer i bilden
- en naken modell som symbol för det sanna och som ska animera bilden
- en lantligt klädd liten pojke som kan representera det naturliga och öppna, eller konstnärens uppväxt i Ornans, och med intresse följer verkets tillblivelse
- med en hund, som representerar oskulden
- en grupp personer till vänster i tavlan, "de levande döda", med bland andra en tjuvjägare som liknar Napoleon III sittande, bankiren  och finansministern Achille Fould, prästen och jounalisten Louis Veuillot, författaren Max Buchon och tidningsutgivaren Émile de Girardin
- en grupp personer till höger i tavlan, "de som lever livet", med vänner och bekanta som författaren George Sand, författaren Charles Baudelaire, konsthistorikern Jules Champfleury, konstsamlarparet Sabatier , mecenaten Alfred Bruyas och filosofen Pierre-Joseph Proudhon.
- i bakgrunden i skuggorna en modell i klassisk pose, som representerar den akademiska konsttradition som Courbet föraktade
- på golvet ligger en gitarr och en bredbrättad hatt som symboler för det tidigare romantiska måleriet
- en dödsskalle på en tidning refererar till kritikernas behandling av konstnären och realismen

## Målningens innebörd
Gustave Courbet avsåg med Ateljén både ett angrepp på Napoleon III:s regim och på  Parissalongen som dåtidens dominerande konstinstitution i Frankrike. Den är ett manifest och summering av Gustave Courbets egen utveckling till mogen konstnär.
Han försökte ställa ut målningen på Världsutställningen 1855, men den blev refuserad av juryn. Gustave Courbet lät då med hjälp av sin vän konstsamlaren Alfred Bruyas uppföra en egen paviljong i omedelbar anslutning till världsutställningen för att presentera verket offentligt, ett projekt  som blev en föregångare till De refuserades salong på 1860- och 1870-talen.
Målningen finns idag på Musée d'Orsay i Paris.